# براند-إربيسدورف
برند اربيسدورف (بالألمانية: Brand-Erbisdorf) هي بلدة ألمانية و Grosse Kreisstadt تقع في ألمانيا في ساكسونيا.  يقدر عدد سكانها بـ 11,087 نسمة .

## المدن التوأمة
مدن ديلينغن أن در دوناو و Jirkov هي مدن توأمة لـبرند اربيسدورف.

## أعلام
- يان زايفرت